# اوریوپینسک
شهر اوریوپینسک (به روسی: Урюпинск) در کشور روسیه و در اوبلاست ولگوگراد واقع شده‌است.